# Los demenciales chicos acelerados
Los demenciales chicos acelerados es el cuarto álbum de estudio del grupo punk español Eskorbuto, publicado en 1987 por Discos Suicidas. Posteriormente en 1988 la discográfica Twins lo volvió a publicar con diferente portada. Fue el primer y único disco doble en estudio de la banda, junto al en directo Impuesto Revolucionario. Este disco sería la primera ópera punk de la historia.

## Grabación y contenido
Los demenciales chicos acelerados es una ópera rock sobre un político sin escrúpulos que manipula a la población de su país para hacer políticamente lo que él quiera a su antojo, quien finalmente cae por culpa de su ego y termina siendo traicionado por su propia cúpula. De allí, líneas como "las multitudes sois un estorbo", "saldré airoso de los atentados preparados por mi asesor de imagen" o "gritando ante la gentuza". En 1988 Iosu y Juanma pusieron voz a una narración del trasfondo de ópera del doble álbum en un programa para Radio Euskadi. Esta trama satírica de fantasía política explica también las fotografías con nazis que aparecen en la portada y en la contraportada del disco: Eskorbuto estaba igualando al político sin escrúpulos de la ópera con los nazis y con la dictadura de Francisco Franco.
El disco también incluye dos canciones regrabadas, de años anteriores como "Ratas rabiosas" y "Enterrado Vivo", y la versión de estudio de "Más allá del cementerio". Además, la banda incorporó teclados, a cargo de Aitor Amezaga, quien también tocaría teclados en el siguiente álbum. 
La portada original fue cuanto menos provocadora, con reverencias a Hitler e incluyendo el dibujo de una bandera española en la contraportada en la que se podían leer las palabras De interés nacional. Todo esto acompañado de una imagen en la que Iosu y Jualma dan la mano a Hitler.
En 1995 Discos Suicidas reeditaron el disco en CD doble, doble casete y doble vinilo.

## Canciones
- Todas las canciones fueron compuestas por Jesús Maria Expósito, Francisco Galán, y Juan M. Suárez.

### LP original
Lado-A
1. "A pesar de todo" – 4:46
2. "Los demenciales chicos acelerados"– 3:14
3. "La canción del miedo" – 3:35
4. "Mucho más fácil" – 3:10
5. "Las multitudes son un estorbo" – 3:45

Lado-B
1. "Paz, primero guerra" – 5:20
2. "La marcha del siglo XX" – 3:27
3. "Jodiéndolo todo" – 2:40
4. "Tragedia" – 2:10
5. "Asesinar la paz" – 3:45

Lado-C
1. "Trabajo Sucio" – 2:01
2. "Con mujeres" – 1:53
3. "Hipócritas" – 2:52
4. "Ciudad conflictiva" – 3:10
5. "Más allá del cementerio" – 3:59

Lado-D
1. "El infierno es demasiado dulce" – 4:09
2. "Ratas rabiosas" – 2:11
3. "Sálvelo" – 3:17
4. "Enterrado vivo" – 3:18
5. "No es fácil" – 2:14

### Edición CD
1. "A pesar de todo" – 4:46
2. "Los demenciales chicos acelerados"– 3:14
3. "La canción del miedo" – 3:35
4. "Mucho más fácil" – 3:10
5. "Las multitudes son un estorbo" – 3:47
6. "Paz, primero guerra" – 5:20
7. "La marcha del siglo XX" – 3:27
8. "Jodiéndolo todo" – 2:40
9. "Tragedia" – 2:10
10. "Asesinar la paz" – 3:45
11. "Trabajo Sucio" – 2:01
12. "Con mujeres" – 1:53
13. "Hipócritas" – 2:52
14. "Ciudad conflictiva" – 3:10
15. "Más allá del cementerio" – 3:59
16. "El infierno es demasiado dulce" – 4:09
17. "Ratas rabiosas" – 2:11
18. "Sálvelo" – 3:17
19. "Enterrado vivo" – 3:18
20. "No es fácil" – 2:14

## Personal
Eskorbuto
- Iosu Expósito – Guitarras y voz.
- Juanma Suárez – Bajo y voz.
- Pako Galán – Batería.
- Aitor Amezaga – Teclados y sintetizadores.